# Туристико-исторически водач за град Копривщица и околностите му
Туристико-историческият водач за град Копривщица и околностите му е издание на копривщенския историограф и художник-график Борис Лулчев Пулеков.
Книгата съдържа историческо, стопанско, географско и художествено описание на град Копривщица. Описани са възникването на града, неговото стопанско процъфтяване и развитието на културната и политическа среда.
Според неговия дядо Христо Пулеков (мнение, поддържано и от Борис) градът е възникнал благодарение на „пазвите на китното, добре запазено Средногорие“. Двамата предполагат, че първите заселници на копривщенската котловина са бежанци от завладяваните от османските турци български земи. Измежду тези хора, дошли от старите столици на България, разпръснати из Балкана е имало по всяка вероятност и такива с „благородна кръв“ или дори боляри. Посочените пътища на преселение са от към Търново, през Ловчанската епархия, Златишкия Балкан и Средна гора. Доказателство за верността на тази теза авторът намира в обстоятелството, че няма как копривщенските дейци на българското Възраждане да са деца само на овчари и еснафи, колкото и фантастично да звучи това, без да е плод дори на локалния патриотизъм.
Така в исторически и стопански план се обяснява с географското местоположение, определило развитието на местното скотовъдство, търговия и занаятчийство, а чрез тях и привилегированото положение на коприщени в турската империя. От стр. 20 Пулеков описва как е най-добре да бъде разгледан градът с неговите махали, забележителни къщи и местности в околностите му.
От стр. 60 Борис Пулеков отделя внимание и прилага списък с имената и кратки биографични данни на 70 възрожденци, 7 опълченци, 11 общественици и политици, 10 дипломати и придворни, 76 висши военни, 130 професори и учители, 15 артисти и писатели, 20 журналисти, З8 лекари, 15 съдии и 135 дарители.
В изданието са включени 101 илюстрации (фото портрети и географски карти). В увода вместо предговор е поместено есе от Цветан Минков.

## Издания
- Пулеков, Борис Лулчев. Туристико-исторически водач за град Копривщица и околностите му.   Драганов & Сие, без година. с. 114.
- Пулеков, Борис Лулчев. Туристико-исторически водачъ за градъ Копривщица и околностите му съ 101 илюстрации.   София, Копривщенско благотворително дружество „20 април 1876 г.“, 1939. с. 114.
- Пулеков, Борис Лулчев. Туристико-исторически водач за град Копривщица и околностите му със 101 илюстрации.   Копривщица, Народно читалище „Хаджи Ненчо Д. Палавеев – 1869“, Мултипринт, 2006, 2011. ISBN 9789543620036. с. 130.